# Arabische trap
De Arabische trap (Ardeotis arabs) is een vogel uit de familie Otididae (trappen).

## Verspreiding en leefgebied
Deze soort komt voor in westelijk, centraal en noordoostelijk Afrika en telt vier ondersoorten:
- A. a. lynesi: westelijk Marokko.
- A. a. stieberi: van zuidwestelijk Mauritanië, Senegal en Gambia tot oostelijk Soedan.
- A. a. arabs: Ethiopië, Somalië, zuidwestelijk Saoedi-Arabië en westelijk Jemen.
- A. a. butleri: zuidelijk Soedan.